# Saxifraga wehrhahnii
Saxifraga wehrhahnii är en stenbräckeväxtart som beskrevs av Horny, Sojak och Webr. Saxifraga wehrhahnii ingår i Bräckesläktet som ingår i familjen stenbräckeväxter. Inga underarter finns listade i Catalogue of Life.